# 薬師寺保栄
薬師寺 保栄（やくしじ やすえい、1968年7月22日 - ）は、元プロボクサーでタレント、俳優、ボクシング解説者。大分県津久見市出身。2歳から4歳まで徳島県池田町に住んでいた。愛知県小牧市育ち。現役時は松田ボクシングジム所属。元WBC世界バンタム級王者で4度王座を防衛した。また、日本人で初めて団体内王座統一戦（正規王座と暫定王座）に勝利したボクサーでもある。

## 来歴
アマチュアボクサーであった父親の影響でボクシングを始め、享栄高校時代はインターハイのフライ級に出場し、ベスト16の成績を残した。高校1年の時にテレビで見たトーマス・ハーンズに憧れ己のファイトスタイルに取り入れた。高校卒業後の1987年、享栄高校の2年先輩で日本王座獲得して間もない畑中清詞が属する、名古屋市の松田ボクシングジムに入門。同年7月にプロデビューを果たした。
デビュー当時は「打ってはすぐに退いてしまう」スタイルから「臆病者」と称された。デビュー6戦目までの戦績は3勝（1KO）2敗1分と平凡なもので、中日本フライ級新人王こそ獲得したものの、周囲からは「将来、世界どころか日本王者にすらなれない」と酷評されていた。
1989年、成人式の1月15日に暴走族時代の後輩達と並走しているところを愛知県警察に発見され、3月1日道交法違反（共同危険行為）で通常逮捕され16日間勾留された。日本ボクシングコミッションから6か月間の対外試合禁止処分を受けたが、その間に東南アジアに遠征した。　
1990年6月、北海道で米坂淳と対戦。最終10回にKO勝ちを収めるも、試合後に米坂が意識不明の重体に陥り、数日後に死亡。対戦相手の生命を奪ってしまった罪悪感から一時は引退も考えたが、「彼の分まで、という考えはなかったけれど、このままオレがダメになったら、もっとダメだし…」とリングに上がり続けることを決意。その後、米国・ロサンゼルスに渡り、ここで日系人トレーナーのマック・クリハラと出会う。
1991年6月、尾崎恵一（オサム）を9回KOし、日本バンタム級王座を獲得。12月には中谷幸男（大鵬）を初回KOで下し初防衛、その後王座を返上した。
1993年12月23日、世界初挑戦。左眼網膜剥離で11月に予定していた世界戦をキャンセルした辰吉丈一郎の代役として、WBC世界バンタム級王者辺丁一（韓国）に挑み、12回判定勝ち。世界王座奪取に成功した。しかしこの試合は国内で酷評を受け、翌日の日刊スポーツでは「薬師寺特攻奪取」との見出しを組みながらも、「すべての面で辺が上」「ジャパンマネーが判定に影響か」と痛烈に書いている。辺陣営も判定に猛抗議と再戦を要求し、翌年7月に2度目の防衛戦で再戦。この時は5度のダウンを奪った末の11回TKO勝ちを収めた。
1994年12月4日、3度目の防衛戦でWBC世界バンタム級暫定王者に復帰した辰吉と対戦。フルラウンドに渡る激闘の末、2-0の判定で王座防衛に成功した。
その後、4度目の防衛にも成功するが、1995年7月30日、愛知県体育館で行われた5度目の防衛戦でウェイン・マッカラー（イギリス・北アイルランド）に12回判定負け（1-2）を喫し、王座陥落。試合後に再起も模索したが結局、この試合を最後に現役引退。
2007年4月3日、自身が会長を務める「薬師寺ボクシングジム」を名古屋市にオープンした。後援会名誉会長のアントニオ猪木からも支援を受けている。
タレント活動においては芸能事務所「サムデイ」に所属しているが、2010年より「K-point」とマネージメント提携を行っている。
2012年12月、18年間婚姻を続けた妻と離婚。離婚前には投資詐欺事件にあい、約1億3000万円を騙し取られていたことを明かす。
2015年2月10日放送の日本テレビ系「踊る!さんま御殿!!」の番組の中で、18歳年下の一般女性との再婚を公表した。9月22日に、挙式・披露宴。

## 辰吉丈一郎との統一戦
1994年12月4日、名古屋市総合体育館レインボーホール（現・日本ガイシホール）で、WBC世界バンタム級暫定王者・辰吉丈一郎との王座統一戦が行われた。この試合は史上初の日本人同士による王座統一戦として日本中から大きな注目を浴びた。
試合前から両陣営の舌戦や入札興行権をめぐる攻防・高額なファイトマネー（両者1億7000万円）などが話題となった。飽くまで地元・名古屋での開催を主張する薬師寺側に対して、大阪もしくは東京での開催を辰吉側は主張。両陣営の交渉は結局合意に至らず、入札で興行権を争うことになった。薬師寺側が約3億4千万円で興行権を獲得。敵地・名古屋で戦う形となった辰吉自身は「名古屋は決して敵地ではない」と語った。
試合は、強打で知られる辰吉の猛攻に、薬師寺は的確な左ジャブ・ストレート・ショートアッパーといった多彩なパンチとフットワークで対抗し、壮絶な打ち合いとなった。結局12ラウンド終了まで決着は付かず、有効打で上回った薬師寺が2-0の判定で勝利を収めた。
試合前は薬師寺のことを罵っていた辰吉であったが、試合が終わると薬師寺を抱え上げ「薬師寺君は強かったよ。試合前に侮辱したことを謝りたい」と勝者を称えた。対する薬師寺も試合後、リング上でのインタビューで「辰吉君は自分がこれまで戦った中で一番強い選手だった」と敗者を賞賛した。
テレビ中継は中部日本放送（CBC/TBS系列）が当日19時30分より90分枠、全国ネットで生放送。視聴率は関東地方で39.4%（ビデオリサーチ社発表）を記録した。
ボクシングマガジン2008年3月号の企画で、辰吉と試合以来初めてとなる対談を行った。2012年6月20日、WBA・WBC世界ミニマム級王座統一戦（井岡一翔 対 八重樫東戦）のテレビ中継では辰吉と共にゲスト解説者として出演した。

## 戦績と獲得タイトル
- 戦績：24勝（16KO）3敗1分
- 日本バンタム級王座（防衛1＝返上）
- WBC世界バンタム級王座（防衛4）

| 戦           | 日付        | 勝敗 | 時間 | 内容     | 対戦相手                     | 国籍           | 備考                                     |
| ------------ | ----------- | ---- | ---- | -------- | ---------------------------- | -------------- | ---------------------------------------- |
| 1            | 1987. 7.10  | 勝利 | 4R   | 判定     | 村山博幸                     | 日本           |                                          |
| 2            | 1987. 10.27 | 勝利 | 2R   | KO       | 斎藤輝昭                     | 日本           | 中日本フライ級新人王獲得                 |
| 3            | 1987. 11.23 | 敗北 | 6R   | 判定     | 川島光夫                     | 日本           | 全日本新人王決定戦西軍代表決定戦         |
| 4            | 1988. 5.16  | 敗北 | 6R   | 判定     | 岡部繁                       | 日本           |                                          |
| 5            | 1988. 6.26  | 勝利 | 6R   | 判定     | 高田順                       | 日本           |                                          |
| 6            | 1988. 9.4   | 引分 | 8R   | 判定     | 小沢信二                     | 日本           |                                          |
| 7            | 1988. 11.21 | 勝利 | 2R   | KO       | 倉八一人                     | 日本           |                                          |
| 8            | 1989. 1.24  | 勝利 | 1R   | KO       | 一柳嘉博                     | 日本           |                                          |
| 9            | 1989. 8.26  | 勝利 | 6R   | TKO      | ジョン・マティエンザ         | フィリピン     | シンガポール遠征                         |
| 10           | 1989. 11.25 | 勝利 | 5R   | KO       | サクリムット・シンサマン     | タイ           |                                          |
| 11           | 1990. 3.4   | 勝利 | 9R   | KO       | ソンブンヨット・シンサマン   | タイ           |                                          |
| 12           | 1990. 6.16  | 勝利 | 10R  | KO       | 米坂淳                       | 日本           |                                          |
| 13           | 1990. 10.17 | 勝利 | 1R   | KO       | 佐伯一馬                     | 日本           |                                          |
| 14           | 1991. 2.24  | 勝利 | 9R   | KO       | スピーディ菊地               | 日本           |                                          |
| 15           | 1991. 6.30  | 勝利 | 9R   | TKO      | 尾崎恵一                     | 日本           | 日本バンタム級王座獲得                   |
| 16           | 1991. 9.23  | 勝利 | 10R  | 判定     | レイ・パショネス             | フィリピン     |                                          |
| 17           | 1991. 12.1  | 勝利 | 1R   | TKO      | 中谷幸夫                     | 日本           | 日本バンタム級タイトルマッチ 防衛①       |
| 18           | 1992. 3.15  | 勝利 | 10R  | 判定     | リカルデ・カニエラ           | フィリピン     |                                          |
| 19           | 1992. 6.21  | 勝利 | 5R   | KO       | 徐延晃                       | 韓国           |                                          |
| 20           | 1992. 11.3  | 勝利 | 1R   | KO       | ルーベン・デラ・クルス       | フィリピン     |                                          |
| 21           | 1993. 2.28  | 勝利 | 6R   | KO       | フランシスコ・ペラルタ       | メキシコ       |                                          |
| 22           | 1993. 7.11  | 勝利 | 10R  | 判定     | スクサワット・トーブンラート | タイ           |                                          |
| 23           | 1993. 12.23 | 勝利 | 12R  | 判定 2-1 | 辺丁一                       | 韓国           | WBC世界バンタム級王座獲得                |
| 24           | 1994. 4.16  | 勝利 | 10R  | KO       | ホセフィノ・スアレス         | メキシコ       | WBC世界バンタム級タイトルマッチ 防衛①    |
| 25           | 1994. 7.31  | 勝利 | 11R  | TKO      | 辺丁一                       | 韓国           | WBC世界バンタム級タイトルマッチ 防衛②    |
| 26           | 1994. 12.4  | 勝利 | 12R  | 判定 2-0 | 辰吉丈一郎                   | 日本           | WBC世界バンタム級王座統一戦 防衛③        |
| 27           | 1995. 4.2   | 勝利 | 12R  | 判定 2-0 | クワテモク・ゴメス           | メキシコ       | WBC世界バンタム級タイトルマッチ 防衛④    |
| 28           | 1995. 7.30  | 敗北 | 12R  | 判定 1-2 | ウェイン・マッカラー         | アメリカ合衆国 | WBC世界バンタム級タイトルマッチ （陥落） |
| テンプレート |             |      |      |          |                              |                |                                          |

## 人物
- パチンコ・パチスロ好きとしても有名で、パチスロ番組『ゴールデンスロット』の第3回・第4回トーナメントを連覇しているほか、『ReachBoys 銀玉王』（サンテレビ）の準レギュラーなど、数多くのパチンコ番組に出演している。
- TVゲーム好きでもあり、ファミコンショップなども経営していた事がある。
- また、無類のカーマニアとしても知られており、クライスラー・300C、ランボルギーニ・ディアブロなどを保有している。
- 現役時代からの友人に井岡弘樹がいる。引退後もテレビ番組等で共演することが多い。また、薬師寺ボクシングジム開設にあたっては、井岡の経営する井岡ボクシングジムの施設、経営方針などを参考にしたという。
- CELUX LOVER WEDDINGと関係が深く、各地の店舗などにもよく来店している。
- 1991年夏、世界初挑戦直前の辰吉のスパーリングパートナーを務めたことがある。
- 芸能界デビューしたての頃はタモリのSuperボキャブラ天国（フジテレビ）が人気あった頃で、アニマル梯団のおさるに似ていると言われた。またおさる自身も、薬師寺に似ているという事をネタにしていた。
- 離婚前に約1億3000万円を騙し取られていた投資詐欺事件について、 佐藤昇（ジャーナリスト、週刊報道サイト主筆）らと共にみずほ銀行などを提訴していた[7]。

- 2021年7月18日、愛知県マスターズボディービル選手権大会デビュー戦で予選敗退した[8]。
- 水曜日のダウンタウンで行われていた定番企画「ダブル八百長対決」にて綱引き対決を行った。多くの種目、多くの芸能人が八百長を渋々受け入れたが、薬師寺のみ明確に八百長を拒否し、綱引き対決で勝利した。

## 出演

### 映画
- 極道の妻たち〜危険な賭け（1996年公開）
- HANA-BI（1998年公開） - 犯人役で出演
- 残侠（1999年公開）
- センチメンタルシティマラソン（2000年公開）
- ミナミの帝王（2001年）
- 新・仁義なき戦い2（2003年公開）
- 虎の流儀 （2022年秋・2作品連続公開予定、辻裕之監督）[9]
  - 虎の流儀 ～旅の始まりは尾張 東海死闘編～
  - 虎の流儀 ～激突！ 燃える嵐の関門編～

### Vシネマ
- かげろう 俊のヤクザな毎日（1996年） - 主演
- 実録・大阪やくざ戦争 報復（2002年、GPミュージアムソフト）
- 実録 みちのく抗争 死守りの盃（2003年、GPミュージアムソフト）
- 二人のジョー（2004年） - 声優として出演

### テレビ
- ベストパートナー（1997年、TBS）
- 車椅子の弁護士・水島威第5作「狙われた美人マラソンランナー」（1998年、テレビ朝日土曜ワイド劇場） - 武田コーチ役
- チャンプ×2（1999年7月 - 同年12月、テレビ大阪）
- SPORTS 739（2000年4月 - 2001年3月、フジテレビ739）
- LONG LOVE -遠嫁日本-（2001年） - 中山二郎役
- 薬ちゃんの只今拳闘中!（2001年4月 - 、フジテレビ739）
- 浅草キッドの「浅草キッド」（2002年4月26日、パーフェクト・チョイス）
- CSダイヤモンドグローブ（2003年4月 - 、フジテレビ739） - 解説者として出演
- 薬師寺保栄のドリームカー倶楽部（2003年4月 - 2010年6月、CBCテレビ）
- リターンマッチ（2004年、東海テレビ）
- こちら本池上署（2005年） - 金村義之
- だんだん（2008年、NHK連続テレビ小説） - 斉藤竜臣役
ボクサー役で出演。試合のシーンも流れた。
- 薬師寺モータース（2010年11月15日 - 2013年10月28日、CBCテレビ）
- ボーイズ・オン・ザ・ラン 第1話（2012年7月6日、テレビ朝日） - かーくん役
- 走る男女子部（2012年）
- 薬師寺流（2014年10月 - 放送継続中、テレビ愛知）
- 月曜名作劇場 西村京太郎サスペンス 十津川警部シリーズ4 「愛と裏切りの伯備線」（2017年10月16日、TBS） - 陳九垓 役

### ネットドラマ
- ラブ・コレ 東京Love Collection（2006年、GyaO）

### ウェブテレビ
- 72時間ホンネテレビ（2017年11月、AbemaTV）早朝男だらけのインスタ映えばえ大運動会

### ラジオ
- 薬師寺保栄のピーピージャカジャカン（1997年、東海ラジオ）
- 薬師寺保栄のぷるぷるマジックモンスター（1998年 - 1999年3月、東海ラジオ）
- 薬師寺保栄のSOUL TALKING（2002年、CBCラジオ）

### 舞台
- 半七捕物帳（1998年、御園座）
- 石松初恋旅（2000年、明治座）
- 滝の白糸（2002年・2005年、御園座）
- DREAM BOY（2004年、帝国劇場・梅田コマ劇場）
- 同期の桜（2006年、九段会館）
- 赤穂の寒桜（2007年、御園座）

### CM
- マルちゃんホットヌードル夏野菜カレー（1996年公開、東洋水産）
- 薬師寺ボクシングジム＆フィットネス（テレビ愛知「薬師寺流」内で放送中）

## 著書
- 「おくびょうもの」（1995年、ソニー・マガジンズ）
- 「おくびょうもの 〜殴られる科学」（1998年、小学館）